# Burglinde Pollak
Burglinde Pollak, coniugata Grimm (Werder (Havel), 10 giugno 1951), è un'ex multiplista tedesca orientale.

## Biografia
Specialista della disciplina del pentathlon, prese parte a tre edizioni dei Giochi olimpici: vinse la medaglia di bronzo sia a Monaco di Baviera 1972 sia a Montréal 1976 e giunse sesta a Mosca 1980. In carriera conquistò inoltre tre medaglie d'argento ai campionati europei nelle rassegne di Helsinki 1971, Roma 1974 e Praga 1978 e fu capace di ritoccare per tre volte il record del mondo. 
Secondo alcuni documenti resi pubblici dopo la caduta del Muro di Berlino il suo nome, così come quello di diversi altri connazionali, è stato accostato all'uso di diverse sostanze dopanti, che vennero somministrate nell'ambito del Staatsplanthema 14.25, il programma di doping di Stato in Germania Est in vigore fin dal 1968.

## Palmarès
| Anno | Manifestazione  | Sede              | Evento     | Risultato | Prestazione | Note |
| ---- | --------------- | ----------------- | ---------- | --------- | ----------- | ---- |
| 1969 | Europei         | Atene             | Pentathlon | 8ª        | 4 598 p.    |      |
| 1971 | Europei         | Helsinki          | Pentathlon | Argento   | 5 275 p.    |      |
| 1972 | Giochi olimpici | Monaco di Baviera | Pentathlon | Bronzo    | 4 768 p.    |      |
| 1974 | Europei         | Roma              | Pentathlon | Argento   | 4 676 p.    |      |
| 1976 | Giochi olimpici | Montréal          | Pentathlon | Bronzo    | 4 740 p.    |      |
| 1978 | Europei         | Praga             | Pentathlon | Argento   | 4 600 p.    |      |
| 1980 | Giochi olimpici | Mosca             | Pentathlon | 6ª        | 4 553 p.    |      |